# Bacilly
Bacilly ist eine französische Gemeinde mit 935 Einwohnern (Stand 1. Januar 2022) im Département Manche in der Region Normandie.

## Geografie
Bacilly befindet sich etwa drei Kilometer von der Bucht des Mont-Saint-Michel entfernt. Das Gemeindegebiet wird vom kleinen Küstenfluss Lerre durchquert.

## Bevölkerungsentwicklung
| Bacilly: Einwohnerzahlen von 1963 bis 2022 | Bacilly: Einwohnerzahlen von 1963 bis 2022 | Bacilly: Einwohnerzahlen von 1963 bis 2022 | Bacilly: Einwohnerzahlen von 1963 bis 2022 | Bacilly: Einwohnerzahlen von 1963 bis 2022 |
| ------------------------------------------ | ------------------------------------------ | ------------------------------------------ | ------------------------------------------ | ------------------------------------------ |
| Jahr                                       |                                            |                                            |                                            | Einwohner                                  |
| 1963                                       | 1963                                       |                                            | 821                                        | 821                                        |
| 1968                                       | 1968                                       |                                            | 781                                        | 781                                        |
| 1975                                       | 1975                                       |                                            | 691                                        | 691                                        |
| 1982                                       | 1982                                       |                                            | 673                                        | 673                                        |
| 1990                                       | 1990                                       |                                            | 644                                        | 644                                        |
| 1999                                       | 1999                                       |                                            | 670                                        | 670                                        |
| 2007                                       | 2007                                       |                                            | 785                                        | 785                                        |
| 2018                                       | 2018                                       |                                            | 851                                        | 851                                        |
| 2019                                       | 2019                                       |                                            | 956                                        | 956                                        |
| 2020                                       | 2020                                       |                                            | 963                                        | 963                                        |
| 2022                                       | 2022                                       |                                            | 935                                        | 935                                        |
|                                            |                                            |                                            |                                            |                                            |

## Kultur und Sehenswürdigkeiten

### Regelmäßige Veranstaltungen
Von 2002 bis 2006 fand hier jedes Jahr im Juli oder August das Festival Européen des Arts statt. Dieses Festival ist im Jahr 2009 nach Mazières-de-Touraine umgezogen.

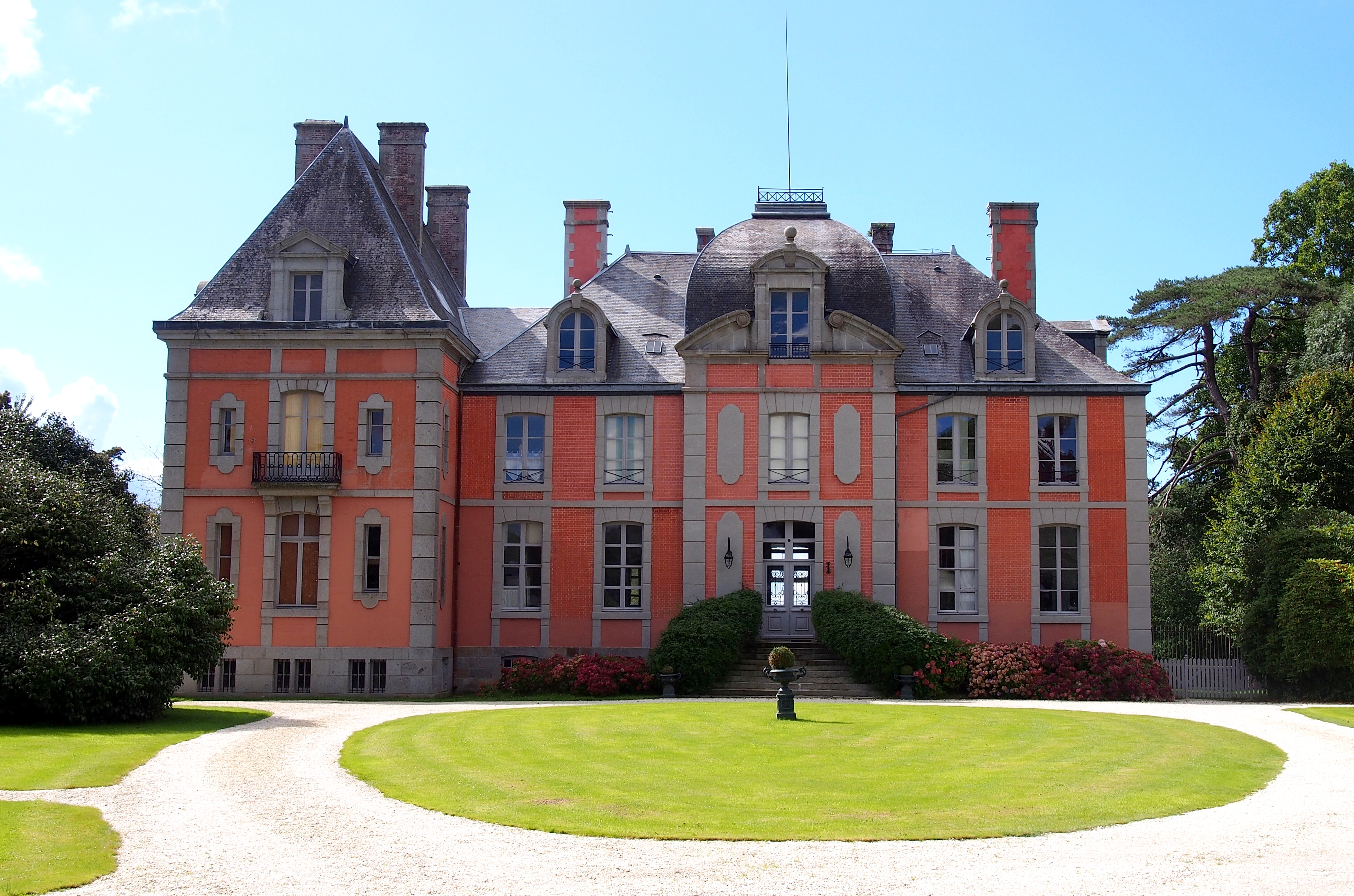
Château de Chantore